# Strachujov
Strachujov (in tedesco Strachojow) è un comune ceco situato nel distretto di Žďár nad Sázavou, nella regione di Vysočina.